# انفیسا رزتسوا
انفیسا رزتسوا ورزشکار زن رشتهٔ اسکی صحرانوردی اهل کشور روسیه است. وی در بین سال‌های ‎۱۹۸۸ تا ۱۹۹۴ میلادی در مسابقات بازی‌های المپیک زمستانی در مجموع ۵ مدال، شامل ۳ مدال طلا و ۱ نقره و ۱ برنز را کسب کرد.